# Apa (Satu Mare)
Pour les articles homonymes, voir Apa.
Apa est une commune roumaine du județ de Satu Mare, dans la région historique de Transylvanie et dans la région de développement du Nord-ouest.

## Géographie
La commune d'Apa est située dans l'est du județ, à la limite avec le județ de Maramureș, dans la plaine alluviale du Someș, sur sa rive droite, à 27 km à l'est de Satu Mare, le chef-lieu du județ.
La municipalité est composée des trois villages suivants (population en 2002) :
- Apa (2 516), siège de la commune ;
- Lunca Apei (23) ;
- Someșeni (348).

## Histoire
La première mention écrite du village d'Apa date de 1215 tandis que le village de Someșeni est mentionné en 1249.
La commune, qui appartenait au royaume de Hongrie, faisait partie de la principauté de Transylvanie et elle en a donc suivi l'histoire. Le village a été entièrement détruit lors de la dernière attaque des Tatars en 1717.
Après le compromis de 1867 entre Autrichiens et Hongrois de l'empire d'Autriche, la principauté de Transylvanie disparaît et, en 1876, le royaume de Hongrie est partagé en comitats. Apa intègre le comitat de Szatmár (Szatmár vármegye).
À la fin de la Première Guerre mondiale, l'Empire austro-hongrois disparaît et la commune rejoint la Grande Roumanie au traité de Trianon.
En 1940, à la suite du deuxième arbitrage de Vienne, elle est annexée par la Hongrie jusqu'en 1944, période durant laquelle sa communauté juive est exterminée par les nazis. Elle réintègre la Roumanie après la Seconde Guerre mondiale au traité de Paris en 1947.
La commune a beaucoup souffert des grandes inondations de 1970, le village de Lunca Apei a été à cette occasion entièrement détruit.

## Politique
Le conseil municipal d'Apa compte 11 sièges de conseillers municipaux. À l'issue des élections municipales de juin 2008, Mihai Apan (PSD) a été élu maire de la commune.
| Parti                                      | Nombre de conseillers |
| ------------------------------------------ | --------------------- |
| Parti démocrate-libéral (PD-L)             | 3                     |
| Parti social-démocrate (PSD)               | 3                     |
| Union démocrate magyare de Roumanie (UDMR) | 2                     |
| Parti conservateur                         | 2                     |
| Parti national libéral (PNL)               | 1                     |

## Religions
En 2002, la composition religieuse de la commune était la suivante :
- Chrétiens orthodoxes, 82,71 % ;
- Réformés, 14,96 % ;
- Grecs-Catholiques, 1,38 %.

## Démographie
En 1910, à l'époque austro-hongroise, la commune comptait 2 195 Roumains (72,49 %), 823 Hongrois (27,18 %) et 7 Allemands (0,23 %),.
En 1930, on dénombrait 2 340 Roumains (76,72 %), 587 Hongrois (19,25 %) et 122 Juifs (4,00 %).
En 1956, après la Seconde Guerre mondiale, 3 030 Roumains (81,28 %) côtoyaient 676 Hongrois (18,13 %) et 21 rescapés juifs (0,56 %).
En 2002, la commune comptait 2 049 Roumains (70,97 %), 428 Tsiganes (14,82 %) et 408 Hongrois (14,13 %). On comptait à cette date 1 547 ménages et 1 083 logements.
| 1880  | 1890  | 1900  | 1910  | 1920  | 1930  | 1941  | 1956  | 1966  |
| ----- | ----- | ----- | ----- | ----- | ----- | ----- | ----- | ----- |
| 2 715 | 3 118 | 3 616 | 3 028 | 2 761 | 3 050 | 3 242 | 3 728 | 3 687 |

| 1977  | 1992  | 2002  | 2007  | - | - | - | - | - |
| ----- | ----- | ----- | ----- | - | - | - | - | - |
| 3 619 | 3 188 | 2 887 | 2 824 | - | - | - | - | - |

## Économie
L'économie de la commune repose sur l'agriculture (3 177 ha de terres arables et 548 ha de prairies et pâturages)) et l'exploitation des graviers et des sables.
Apa exerce aussi un attrait touristique grâce à ses lacs et ses plages créés par l'exploitation économique des sables locaux.

## Communications

### Routes
Apa est situé au croisement de la route nationale DN1C (Route européenne 58) Ukraine-Baia Mare et de la route régionale DJ192 qui rejoint à l'ouest Odoreu et Satu Mare.

### Voies ferrées
Apa est desservie par la ligne des chemins de fer roumains (Căile Ferate Române) Satu Mare-Baia Mare.

## Lieux et monuments
- Apa, église réformée de style gothique datant de 1640 (clocher du XVIe siècle), classée monument historique[10],[11].
- Apa, église orthodoxe de la Descente de l'Esprit Saint (Pogorârea Sf. Duh) construite entre 1848 et 1863, classeé monument historique[10],[12].
- Apa, château Gyula Kováts de style néo-classique datant de 1874[13].
- Apa, maison noble Szent Ivanyi Gyula de la fin du XIXe siècle, école de nos jours[13].
- Apa, maison mémorielle de Vasile Lucaciu, musée consacré à ce célèbre patriote roumain[14].
- Someșeni, église orthodoxe datant de 1893[10].

## Personnalités
- Vasile Lucaciu, prêtre grec-catholique roumain (1852-1922), avocat des droits des populations roumaines de Transylvanie au XIXe siècle.